# Франсуаза д'Обонн
Франсуаза д'Обонн (12 березня 1920 — 3 серпня 2005) — французька письменниця і феміністка. Її книга 1974 року «Фемінізм або смерть» (фр. Le Féminisme ou la Mort) увела в ужиток термін екофемінізм. Одна з засновників Фронту революційної дії гомосексуалів — революційного альянсу ЛГБТ-людей у Парижі.

## Життєпис
Народилася 1920 року в Парижі, потім сім'я переїхала в Тулузу. Її мати була дитиною революціонера-карліста. Батько був членом релігійного руху Сіллон і прихильником анархізму. Дитинство Франсуази в Тулузі було ускладнене проблемами зі здоров'ям у батька, викликаними впливом газу, якого він зазнав 1914 року в окопах під час війни.
Франсуаза рано почала писати. У 13 років вона виграла літературний конкурс на краще оповідання, організований видавництвом Editions Denoël.
Коли їй було 16 років, розпочалася Громадянська війна в Іспанії. Три роки по тому вона стала свідком приходу республіканців у вигнанні. Від 20 до 25 років пережила всі поневіряння того часу. Під час Другої світової війни працювала шкільною вчителькою на півдні Франції та надавала допомогу підпільному руху Опору, але не залишала занять літературою. 1942 року випустила дебютну збірку поезій «Стовпці душі» (фр. Colonnes de l'âme). Пізніше вона висловить свої почуття в цей період свого життя багатозначною назвою Chienne de Jeunesse («молода сука»).
Таке дитинство і дорослішання, а також розвинена емпатія, вплинули на її критичний світогляд і сформували її як войовничу радикалку і феміністку. Значно вплинула на неї Симона де Бовуар з її класикою «Друга стать», яка викликала бурхливу полеміку. Саме дискусії довкола книги де Бовуар надихнули д'Обонн на перше феміністське есе — «Комплекс Діани». У ньому вона спробувала вступити в полеміку з критиками «Другої статі» та спробувала розібратися, чому жінок було виключено з політики та позбавлено влади.
1969 року стала співзасновницею Руху за визволення жінок. Активно підтримувала інших активісток, але вважала, що рух за права жінок має бути єдиним та цілісним. Як колишня членкиня французької комуністичної партії, 1971 року стала однією із засновників Фронту революційної дії гомосексуалів. Того ж року вона підписала Маніфест трьохсот сорока трьох, заявивши, що зробила аборт.
Франсуазу д'Обонн вважають авторкою та засновницею екологічного та соціального руху екофемінізму. 1972 року вона заснувала в Парижі Центр екології та фемінізму (фр. Ecologie-Feminisme).
У 1974 році д'Обонн опублікувала найвідоміший свій твір — Le Féminisme ou la Mor t («Фемінізм або смерть»), де вперше використала термін «екофемінізм». У книзі йдеться про існування особливого зв'язку жінок з природою, вона закликає жінок до екологічного активізму, наголошуючи, що токсична маскулінність не лише призводить до зростання населення, а й забруднює й чинить інші руйнівні впливи на довкілля.
Концепція Франсуази д'Обонн про існування зв'язку жінок із природою знайшла прихильниць. Серед них такі авторки та науковиці, як антропологиня Шеррі Ортнер, теологиня Розмарі Редфорд Рютер, філософиня Сьюзен Гріффін та історикиня Керолін Мерчант.
У своєму літературному та активістському житті д'Обонн стикалася зі впливовими людьми XX століття, серед яких Колетт, Симона де Бовуар, Жан-Поль Сартр, Жан Кокто та багато інших.
Померла в Парижі 3 серпня 2005 року, кремована на цвинтарі Пер-Лашез.